# محمدرضا اعلامی
محمّدرضا اعلامی (زادهٔ ۲۵ فروردین ۱۳۳۵ در تهران – درگذشتهٔ ۶ خرداد ۱۳۸۹  در تهران) نویسنده، تهیه‌کننده و کارگردان ایرانی بود.

## زندگی
اعلامی در سالِ ۱۳۳۵ در تهران به دنیا آمد. وی پس از گذراندن تحصیلات ابتدایی، راهنمایی و دبیرستان در رشته سینما و تلویزیون مشغول به تحصیل در کالج سلطنتی هنر در بریتانیا شد اما این تحصیلات را ناتمام گذاشت و به ایران بازگشت.
او از سال ۱۳۵۴ با ساخت فیلم‌های کوتاه برای کودکان و نویسندگی و تهیه‌کنندگی در برنامه‌های کودک تلویزیون وارد دنیای هنر شد. او اولین فیلمش به نام نقطه ضعف را در سال ۱۳۶۲ ساخت. آخرین فیلم او رازها بود که در سال ۱۳۸۳ ساخته شد. وی همچنین ۸ قسمت ابتدایی سریال تلویزیونی روز رفتن را کارگردانی کرد که در سال ۱۳۸۵ از تلویزیون پخش شد.
محمدرضا فعالیت هنری خود را از سال ۱۳۵۴ با ساختن فیلم‌های کوتاه برای کودکان، نویسندگی و تهیه‌کنندگی برنامه‌های کودک در تلویزیون آغاز کرد. نخستین تجربه سینمایی و فعالیت حرفه‌ای وی با دستیاری کارگردانی فیلم خط قرمز ساخته مسعود کیمیایی آغاز شد. محمدرضا تجربه نخستین کارگردانی‌اش را با فیلم تحسین شده نقطه ضعف به دست آورد.
محمدرضا مدتی در اوایل انقلاب در سال ۱۳۵۷ مدیر پخش شبکه یک تلویزیون بود او همچنین مدتی به عنوان نماینده کانون کارگردانان در شورای صنفی فعالیت می‌کرد.
محمدرضا اعلامی در سال ۱۳۶۷ به‌دلیل شکست تجاری فیلم شناسایی مدتی را در زندان سپری می‌کند. او که شخصاً تهیه فیلم را بر عهده می‌گیرد، به‌دلیل نبود سرمایه کافی در مرحله تهیه دچار مشکل شده و ناچار به تأمین سرمایه از منابع مختلف می‌شود. فروش بسیار پایین فیلم او را وادار به نوشتن یادداشتی برای معاونت امور سینمایی و مدیر عامل بنیاد سینمایی می‌کند که فیلم او به دلایل زیادی از جمله درجه‌بندی کیفی نامناسب، اکران بد و بی‌موقع و سینماهای نامناسب با شکست تجاری سختی مواجه شده‌است و بیان می‌کند در روز یکشنبه ۶۷/۱۰/۱۱ به‌علت عدم پرداخت یکی از چک‌های برگشتی خود بازداشت گردیده‌است و درخواست کمک می‌کند. در آخر سید محمد بهشتی شیرازی با این تمهید، که بنیاد سینمایی فارابی کلیه حقوق سینمایی و فرهنگی فیلم را پیش‌خرید می‌کند، کلیهٔ تعهدات فیلم شناسایی را به عهده می‌گیرد. این شکست تجاری و تجربه تلخ، موجب شد اعلامی به سمت سینمای تجاری عامه پسند سوق داده شود که مهمترین حاصلش ساخت فیلم پرفروش و رکورد شکن افعی بود.

## فعالیت هنری
محمدرضا اعلامی کار خود را با ساخت فیلم‌های کوتاه در سینما و تلویزیون شروع کرد. او که در فیلم خط قرمز به عنوان دستیار کارگردان قرار گرفته بود کار حرفه‌ای خود را با ارائه فیلم نقطه ضعف آغاز کرد.

در کتاب تاریخ سینمای ایران، جمال امید دربارهٔ فیلم نقطه ضعف نوشته‌است: 
نقطه ضعف نخستین فیلم بلند محمدرضا اعلامی (بر گرفته از داستانی به‌همین نام اثر یک نویسنده یونانی) را باید از معدود فیلم‌های درخور توجه بعد از پیروزی انقلاب اسلامی به‌حساب آورد، که از مهم‌ترین دلایل این مسئله ساختمان محکم فیلم‌نامه و تازگی موضوع آن در سال‌های اخیر و همچنین طراحی و پرداخت شخصیت‌ها در سایه یک کارگردانی آگاهانه می‌باشد. سوای این موارد اساسی ویژگی‌های تصویری فیلم چه از جنبه زیبایی‌شناسی تصویری و چه از نظر ایده‌هایی که بر آن‌ها استوار هستند، قابل ذکر است».
محمدرضا اعلامی سه سال بعد فیلم ترنج را ساخت اما با واکنش نه‌چندان جالب منتقدان روبرو شد. یک سال بعد اعلامی با فیلم شناسایی می‌خواست خاطرهٔ فیلم اولش را تکرار کند که در این کار موفق نبود اما این فیلم در کل توانست نطر مساعد صاحبنظران را به‌دست بیاورد.
همچنین جمال امید در کتاب تاریخ سینمای ایران دربارهٔ فیلم‌های ترنج و شناسایی نوشته‌است: 
ترنج و شناسایی به‌رغم وحدت فکر در مضمون، در عرضه نسبت معکوسی به‌هم پیدا می‌کنند! ترنج که توفیق چندانی در جلب منتقدان ندارد، پنج برابر تعداد تماشاگران شناسایی را پذیرا می‌شود. اما شناسایی که نظر روی‌هم‌رفته مساعد صاحبنظران را به‌دست می‌آورد، موجب بروز مشکلات مالی فراوانی برای سازنده‌اش می‌شود.
اعلامی بعد از فیلم شناسایی وارد فضای جنگ شد و فیلم عشق و مرگ را با موضوع جنگ ایران و عراق ساخت. وی در سال ۱۳۷۲ فیلم افعی را ساخت، فیلمی که عنوان دومین فیلم پرفروش در تهران و پرفروش‌ترین فیلم شهرستان‌ها را به خود اختصاص داد.
مرتضی شایسته، تهیه‌کنندهٔ افعی دربارهٔ فروش این فیلم می‌گوید: 
افعی تمام رکوردها را جابه‌جا کرد، آن زمان فکر می‌کنم بیش از ۱۰۰ میلیون تومان فروش داشت، سودآوری‌اش عالی بود و جالب است بدانید که تا چندین سال بعد هم برخی سینماها آن را اکران می‌کردند، آن زمان نسخه‌های کپی را فرستاده بودیم و دیگر نسخه‌ها را جمع نکرده بودیم و سینمادارها بخصوص در شهرستان‌ها به محض این که فروششان پایین می‌آمد دوباره افعی را اکران می‌کردند و جالب است که همچنان مخاطب هم داشت و می‌فروخت.
محمدرضا قصد داشت فیلم ماشاالله خان در بارگاه هارون‌الرشید، براساس رمان ایرج پزشک‌زاد را بسازد که مرگ به او فرصت انجام این کار را نداد.

## درگذشت
محمدرضا اعلامی در ۶ خرداد ۱۳۸۹ در سن ۵۴ سالگی به دلیل سکته قلبی در تهران درگذشت.
پیکر محمدرضا اعلامی از ساختمان شماره ۲ خانه سینما به سمت قطعه هنرمندان بهشت زهرا تشییع شد.
در این مراسم محمدمهدی عسگرپور رئیس هیئت‌مدیره و مدیرعامل خانه سینما، مرتضی شایسته رئیس اتحادیه تهیه‌کنندگان و پخش‌کنندگان سینمای، مهدی کرم‌پور سخنگوی کانون کارگردانان سینمای ایران، جواد شمقدری معاون امور سینمایی و سمعی‌بصری وزارت فرهنگ و ارشاد وزارت اسلامی، محمدعلی سجادی، امین تارخ سخنگوی هیئت مدیره خانه سینما، سخنرانی کردند.
مرتضی شایسته در این مراسم، فیلم نقطه ضعف را از بهترین‌های دههٔ شصت دانست.

## سینما
| فیلم‌شناسی محمدرضا | فیلم‌شناسی محمدرضا | فیلم‌شناسی محمدرضا | فیلم‌شناسی محمدرضا | فیلم‌شناسی محمدرضا | فیلم‌شناسی محمدرضا | فیلم‌شناسی محمدرضا | فیلم‌شناسی محمدرضا |
| ردیف              | نام فیلم          | سال               | تدوینگر           | کارگردان          | تهیه‌کننده         | نویسنده           | توضیحات           |
| ----------------- | ----------------- | ----------------- | ----------------- | ----------------- | ----------------- | ----------------- | ----------------- |
| ۱                 | نقطه ضعف          | ۱۳۶۲              | -                 | آری               | -                 | آری               |                   |
| ۲                 | ترنج              | ۱۳۶۵              | آری               | آری               | -                 | آری               |                   |
| ۳                 | شناسایی           | ۱۳۶۶              | آری               | آری               | آری               | آری               |                   |
| ۴                 | عشق و مرگ         | ۱۳۶۹              | -                 | آری               | آری               | آری               |                   |
| ۵                 | افعی              | ۱۳۷۱              | آری               | آری               | -                 | آری               |                   |
| ۶                 | زندگی             | ۱۳۷۴              | -                 | آری               | -                 | آری               |                   |
| ۷                 | آن سوی آینه       | ۱۳۷۶              | آری               | آری               | -                 | آری               |                   |
| ۸                 | آشوبگران          | ۱۳۷۷              | آری               | آری               | -                 | -                 |                   |
| ۹                 | ساقی              | ۱۳۸۰              | آری               | آری               | -                 | آری               |                   |
| ۱۰                | رازها             | ۱۳۸۳              | آری               | آری               | آری               | آری               |                   |
| ۱۱                | آدم‌های کوکی       | ۱۳۸۷              | -                 | آری               | -                 | آری               |                   |